# كورت فروند
كورت فروند (بالألمانية: Kurt Freund)‏ هو طبيب نفسي وطبيب تشيكي، ولد في 17 يناير 1914 في خروديم في التشيك، وتوفي في 23 أكتوبر 1996 في تورونتو في كندا.